# Leptotogea
Leptotogea is een geslacht van insecten uit de orde vliesvleugeligen (Hymenoptera) en de familie Ichneumonidae.

## Soorten
- L. alutacefera (Morley, 1919)
- L. aterrima Heinrich, 1968
- L. belliger (Tosquinet, 1896)
- L. camelatra Heinrich, 1968
- L. cancanensis Heinrich, 1968
- L. ephippium (Brulle, 1846)
- L. excellens (Heinrich, 1936)
- L. guineae Heinrich, 1968
- L. kenyae Heinrich, 1968
- L. lateromacula Heinrich, 1968
- L. melanoptera (Morley, 1919)
- L. melanopterops Heinrich, 1968
- L. pseudexcellens Heinrich, 1968
- L. pseudocomplacita Heinrich, 1968
- L. pulchella (Morley, 1916)
- L. usambararum Heinrich, 1968
- L. variabilis (Szepligeti, 1908)